# كاي آدامز
كاي آدامز (بالإنجليزية: Kay Adams)‏ هي مغنية وكاتبة غنائية أمريكية، ولدت في 9 أبريل 1941 في كنوكس سيتي في الولايات المتحدة.

## وصلات خارجية
- كاي آدامز على موقع ميوزك برينز (الإنجليزية)
- كاي آدامز على موقع ديسكوغز (الإنجليزية)